# Lista chorążych reprezentacji Kuby na igrzyskach olimpijskich
Lista chorążych reprezentacji Kuby na igrzyskach olimpijskich – lista zawodników i zawodniczek reprezentacji Kuby, którzy podczas ceremonii otwarcia nowożytnych igrzysk olimpijskich nieśli flagę Kuby.

## Chronologiczna lista chorążych
| Lp. | Rok i miejsce     | Chorąży           | Dyscyplina           |
| --- | ----------------- | ----------------- | -------------------- |
| 1   | 1900, Paryż       | b.d.              |                      |
| 2   | 1904, Saint Louis | b.d.              |                      |
| 3   | 1924, Paryż       | Ramón Fonst       | Szermierka           |
| 4   | 1928, Amsterdam   | b.d.              |                      |
| 5   | 1932, Los Angeles | b.d.              |                      |
| 6   | 1948, Londyn      | Raúl García       | Koszykówka           |
| 7   | 1952, Helsinki    | Fico López        | Koszykówka           |
| 8   | 1956, Melbourne   | Manuel Sanguily   | pływanie             |
| 9   | 1960, Rzym        | José Yañez        | Zapasy               |
| 10  | 1964, Tokio       | Ernesto Varona    | Podnoszenie ciężarów |
| 11  | 1968, Meksyk      | Héctor Ramírez    | Gimnastyka           |
| 12  | 1972, Monachium   | Teófilo Stevenson | Boks                 |
| 13  | 1976, Montreal    | Teófilo Stevenson | Boks                 |
| 14  | 1980, Moskwa      | Teófilo Stevenson | Boks                 |
| 15  | 1992, Barcelona   | Héctor Milián     | Zapasy               |
| 16  | 1996, Atlanta     | Rolando Tucker    | Szermierka           |
| 17  | 2000, Sydney      | Félix Savón       | Boks                 |
| 18  | 2004, Ateny       | Iván Pedroso      | Lekkoatletyka        |
| 19  | 2008, Pekin       | Mijaín López      | Zapasy               |
| 20  | 2012, Londyn      | Mijaín López      | Zapasy               |
| 21  | 2016, Rio         | Mijaín López      | Zapasy               |